# Fauquembergues
Fauquembergues é uma comuna francesa na região administrativa de Altos da França, no departamento de Pas-de-Calais. Estende-se por uma área de 7,13 km². Em 2010 a comuna tinha 992 habitantes (densidade: 139,1 hab./km²).